# Storhamar Ishockey

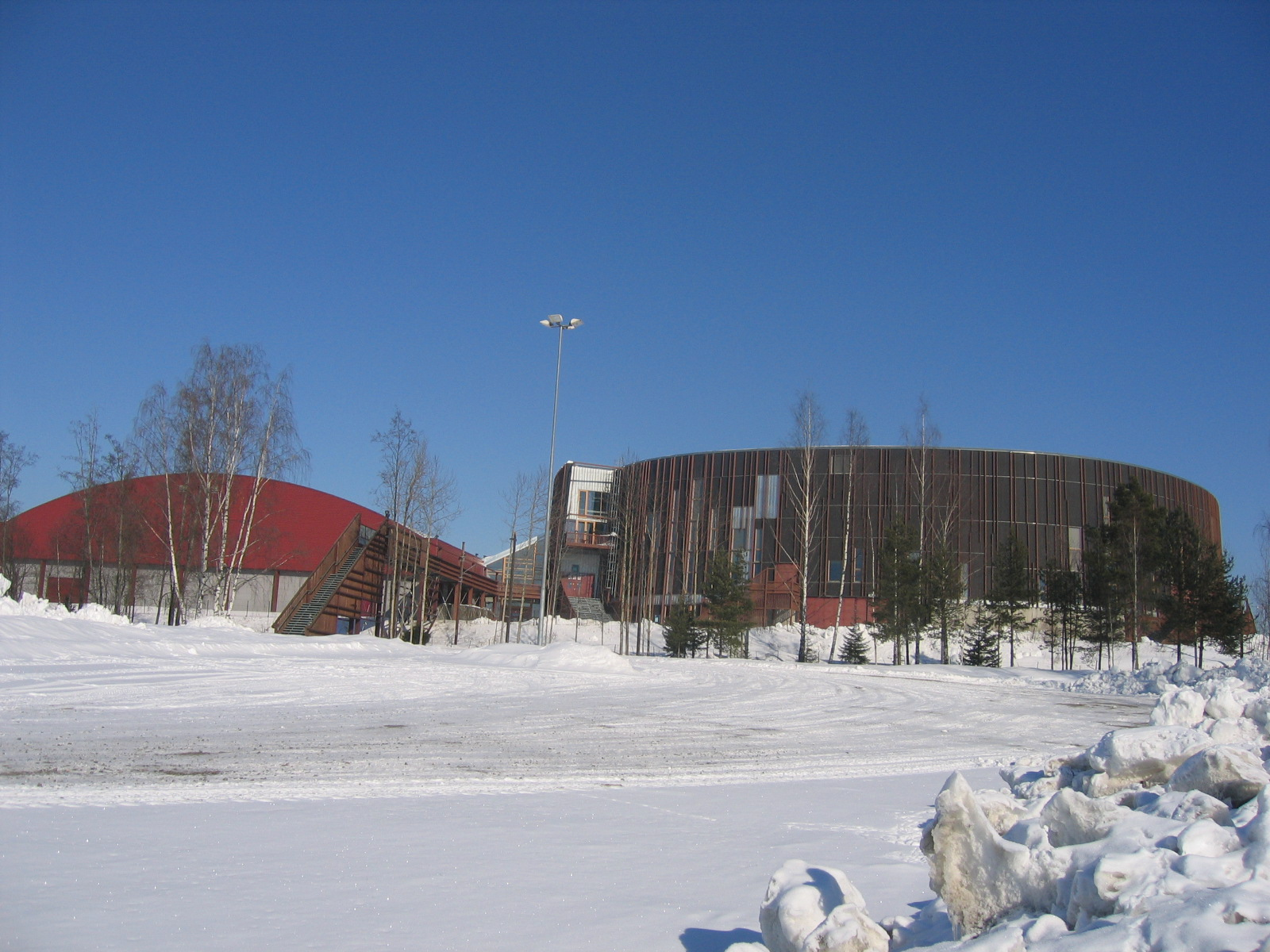
Storhamar Ishall och Nordlyshallen

Storhamar Ishockey (Storhamar Dragon 1998-2015) är en ishockeyklubb i Norge underordnad Storhamar IL. Klubben bildades den 18 mars 1957 i Hamar.Laget spelar i Norges högsta division, Get-ligaen sedan 1982. Klubben spelar sina hemmamatcher i CC Amfi, de spelade tidigare i Storhamar Ishall. Klubben har ca. 800 medlemmar, varav cirka 450 är aktiva. Storhamar Hockey Museum öppnade den 16 mars 2019 och är därmed Norges första och enda ishockeymuseum. Museet ligger i Storhamar Ishall.

## Några av klubbens historia
1977 gjorde Storhamar sitt första uppträdande i 1 Division i det som nu är Get-ligaen. 
men flyttade ner efter 2 år i toppdivisionen, men flyttade upp igen 1982. Under säsongen 1984–1985 fick Storhamar sitt genombrott i norska topphockeyn, ledda av den svenska tränaren Lasse Beckman och med flera bra spelare. I en träningsmatch 1992 blev Storhamar det första norska laget att vinna mot ett svenskt elitlag när de slog Västra Frölunda HC med 8-6. Säsongen 1996/1997 gjorde laget 67 av 72 möjliga poäng i serien, vilket var rekord. De spelade också rekordmånga matcher utan förlust, 30 st. Samma år vann klubben även NM för tredje gången i rad. Denna framgång kostade, så man blev tvungna att satsa på en något lägre nivå de närmaste åren. Det fanns några höjdpunkter internationellt där klubben avancerade i European League. Säsongen 2015/2016 kvalificerade Storhamar sig till Champions Hockey League (CHL) och blev det första norska laget som kom till en åttondelsfinal efter att ha slagit ut EC Red Bull Salzburg. Men de fick sedan se sig slagna av finska TPS. Storhamar Hockey vann tidens längsta tävlingsmatch i ishockey med 2–1 mot Sparta Warriors den 12 mars 2017 efter 217 minuter och 14 sekunders speltid, 17 minuter och 14 sekunder in i den åttonde förlängningsperioden, den elfte perioden totalt, genom Joakim Jensen. Matchen var den femte SM-kvartsfinalen i bäst av sju och gav Storhamar ledningen med 3–2 i matchserien. Sparta vann de efterföljande två matcherna och gick vidare med 4–3 i matcher.

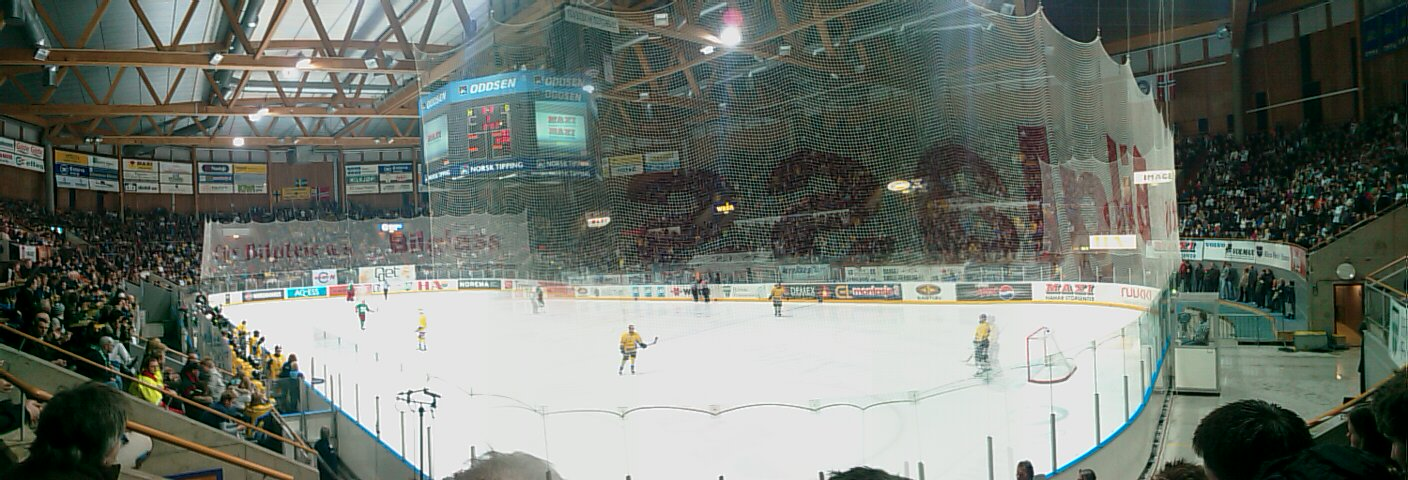
Hamar CC-Amfi
inomhus, finalen 2008.

## Mästerskapstitlar
norska mästare (6 gånger ):
- 1995, 1996, 1997, 2000, 2004, 2008 och 2018

 'Förlora finalist (8 gånger):' 
- 1994, 1998, 1999, 2002, 2003, 2007, 2015 och 2019

Seriemästare (7 gånger ):
- 1994, 1995, 1997, 2001, 2004, 2006 och 2018

## Kända ishockeyspelare kopplade till klubben
- Erik Kristiansen
- Ole Eskild Dahlstrøm
- Petter Salsten
- Tom Erik Olsen
- Pål Johnsen
- Petter Thoresen
- Patrick Thoresen
- Steffen Thoresen
- Marius Holtet
- Patrick Yetman
- Antti Rahkonen
- Eerikki Koivu
- Mikael Tjälldèn
- Lenny Eriksson
- Linus Johansson
- Joel Johansson